# Lordose (physiologie)
Pour l’article homonyme, voir Lordose (comportement sexuel).
 Mise en garde médicale
La lordose est la courbure vers l'intérieur (dite aussi concavité dorsale ou, chez l'humain, postérieure) de la colonne vertébrale, en particulier au niveau des régions cervicales et lombaires, par opposition à la cyphose, qui est une concavité ventrale (chez l'humain, au niveau thoracique et du sacrum).
Autrefois, on appelait lordose la modification pathologique de la courbure cervicale ou lombaire. Cette lordose devenait physiologique chez la femme enceinte.
Tout comme Léo Testut, Elaine Nicpon Marieb (en) définit la lordose comme une « courbure anormale de la colonne vertébrale » et Pierre Kamina la décrit comme une « accentuation pathologique ».